# جيمس موردوك
جيمس موردوك (بالإنجليزية: James Murdock)‏ هو سياسي كندي، ولد في 15 أغسطس 1871 في برايتون في المملكة المتحدة، وتوفي في 15 مايو 1949. حزبياً، نشط في الحزب الليبرالي الكندي. وقد انتخب عضو مجلس الشيوخ الكندي وانتخب عضو مجلس العموم الكندي.